# Йосиф Тончев
Йосиф Тончев e първият католически свещеник, осъден на смърт за противонародна дейност и шпионаж в полза на чужди държави от комунистическия режим в България в средата на XX в.

## Биография
Йосиф Тончев е роден в Хамбарлии (днес село Житница, Пловдивско) през 1895 г. Постъпва и завършва семинарията за мирски свещеници в град Пловдив. На 20 декември 1913 г. е посветен в свещенически сан и веднага е изпратен като помощник – енорист в село Калъчлии. През 1917 г., той е назначен за домакин на свещеническия дом в енорията „Свети Лудвиг“ в град Пловдив. 
На 6 юни 1952 г. в Пловдив се провежда закрит съдебен процес срещу отец Йосиф Тончев. Той е обвинен в шпионаж и създаване на нелегална организация. Осъден е на смърт.  Преди арестуването му той служи в храма „Свети Феликс от Канталиче“ в село Браниполе.
Той е разстрелян на 23 януари 1953 г.
Неговият съвипускник – отец Антон Карагьозов – е осъден заедно с 40 души по „големия католически процес“ на 10 години затвор.